# Castillo de la Senhora da Luz
El Castillo de la Senhora da Luz, también llamado Fortaleza de Nossa Senhora da Luz, es un edificio histórico en el pueblo de  Luz , parte del municipio de  Lagos, en la región de Algarve ,en Portugal .

## Descripción
La fortaleza está construida en un lugar conocido como Ponta da Calheta. Está considerada como uno de los mejores ejemplos de la arquitectura militar del siglo XVII en la región del Algarve. Tiene una forma poligonal con cuatro baluartes angulares, una solución arquitectónica que también se utilizó en varias otras fortalezas a lo largo de la costa portuguesa.
Dentro de la antigua estructura militar hay un palacio de estilo romántico, con varios elementos que le dan el aspecto de un castillo.

## Historia
El primer núcleo que dio origen a la fortaleza de la Luz fue una torre, de forma redonda y de gran altura, que se construyó en 1624 cerca de la iglesia, durante el  período filipino. Unos años más tarde, fue necesario organizar un sistema de fortalezas a lo largo de la costa portuguesa, que protegieron a los pueblos de los ataques de piratas y corsarios, y de las fuerzas  islámicas y españolas. En 1670, el Gobernador Nuno de Mendonça ordenó que se construyera una nueva fortificación en Luz, alrededor de la torre de vigilancia existente. El nuevo edificio tenía una batería en el lado marítimo, dos baluartes orientados al interior y habitaciones para alojar la guarnición y almacenar las diversas piezas de armamento.
A finales del siglo XVIII, el autor de un mapa y una descripción de la organización defensiva del Algarve se refirió a la fortaleza de la Luz como «una pequeña plaza con un mirador en el centro» y comentó que «necesita reparaciones en su recinto y cuartel» - daños causados por el  terremoto de 1755. De hecho, la fortaleza fue muy destruida durante el terremoto, y la torre original desapareció y sólo quedó el baluarte marino y parte de los muros de los lados este y oeste. Debido a la importancia del fuerte como defensa del asentamiento, el autor aconsejó que se hicieran obras de reparación.
El 2 de julio de 1894, la fortaleza fue vendida en una subasta pública, habiendo sido adquirida por un particular. En el interior se construyó una casa, que se hizo con el fin de integrarse con la arquitectura original de la fortaleza, por ejemplo, se instalaron pequeños  merlones en la parte superior de los muros y un marco en la puerta de entrada, y las piedras se dejaron a la vista en algunos ángulos y en la base.